# Pseudoleon superbus
Pseudoleon superbus – gatunek ważki z rodziny ważkowatych (Libellulidae); jedyny przedstawiciel rodzaju Pseudoleon. Występuje w Ameryce Północnej – na południu USA, w Meksyku i Ameryce Centralnej.